# Acacia fulva
Acacia fulva är en ärtväxtart som beskrevs av Mary Douglas Tindale. Acacia fulva ingår i släktet akacior, och familjen ärtväxter. Inga underarter finns listade i Catalogue of Life.